# Sarare (Venezuela)
Sarare est une ville de l'État de Lara au Venezuela, capitale de la paroisse civile de Sarare et chef-lieu de la municipalité de Simón Planas. La ville est située à environ 43 kilomètres de Barquisimeto, la capitale de l'État.